# Wiradech Kothny
Wiradech Kothny (* 10. května 1979 Kančanaburi, Thajsko) je bývalý německý a thajský sportovní šermíř, který se specializoval na šerm šavlí. Vyrůstal v Německu jako syn thajské matky a německého otce. Německo reprezentoval krátce na přelomu tisíciletí. Od roku 2002 reprezentoval deset let rodné Thajsko. Na olympijských hrách startoval v roce 2000 jako německý reprezentant v soutěži jednotlivců a družstev a v roce 2004, 2008 jako reprezentant Thajska v soutěži jednotlivců. V soutěži jednotlivců získal na olympijských hrách 2000 bronzovou olympijskou medaili. V roce 1999 získal titul mistra Evropy v soutěži jednotlivců. S německým družstvem šavlistů vybojoval na olympijských hrách 2000 bronzovou olympijskou medaili.